# Glaucopsyche alexis
Glaucopsyche alexis es una especie de insecto lepidóptero perteneciente a la familia Lycaenidae.
La especie fue descrita por Poda en 1761.

## Periodo de vuelo
Univoltina, de abril a comienzos de julio.

## Distribución
Amplia distribución y común en Europa, incluida España y el sur de Fenoscandia, ausente en las islas británicas, Islas Baleares, Cerdeña y Creta.

## Subespecies
- G. a. alexis Europa meridional y central y Siberia
- G. a. blachieri  (Milliére, 1887)  Cárpatos
- G. a. lugens  (Caradja, 1893)  Cáucaso
- G. a. melanoposmater  Verity, 1928  Argelia y Túnez